# Alexander Payne
Pour les articles homonymes, voir Payne.
Alexander Payne est un réalisateur, scénariste et producteur américain d'origine grecque, né le 10 février 1961 à Omaha (Nebraska).

## Biographie

### Débuts
Alexander Payne est issu d'une famille d'origine grecque. Son grand-père paternel a anglicisé le nom de la famille, Papadopoulos, en Payne. Diplômé d'histoire et de littérature espagnole à l'université Stanford, il est également titulaire d'une maîtrise de cinéma (UCLA). Son court métrage de fin d'études, The Passion of Martin, est présenté en 1991 au Festival du film indépendant de Sundance.

### Carrière
Payne réalise son premier long métrage en 1996, Citizen Ruth, dont il est également coscénariste. Tournée à Omaha, sa ville natale, cette comédie satirique vaut à son actrice principale, Laura Dern, le prix d'interprétation au Festival de Montréal. Le réalisateur poursuit ensuite dans le même registre avec L'Arriviste (1999), une satire sur la réussite à l'américaine interprétée par Matthew Broderick et Reese Witherspoon.
En 2001, il signe le scénario de Jurassic Park 3 de Joe Johnston, avant de se consacrer à l'écriture et à la réalisation de Monsieur Schmidt. Ce drame met en scène un actuaire retraité qui perd tous ses repères, rôle qui permet à Jack Nicholson de remporter le Golden Globe du meilleur acteur (catégorie drame), et à Alexander Payne de glaner, en compagnie de Jim Taylor, celui du meilleur scénario. Une récompense que les deux acolytes obtiennent de nouveau en 2005 (en sus de celle qui consacre la meilleure comédie) pour Sideways, quatrième opus du réalisateur, qui retrace l'itinéraire mouvementé de deux amis sur la route des vins en Californie.

### Festivals
Il est membre du Jury du Festival international du film de Thessalonique 2004, sous la présidence de Miklós Jancsó, et avec notamment Valerio Adami et Arsinée Khanjian comme autre membre du jury.
En 2005 il est président du jury de la section officielle parallèle Un Certain Regard lors du 58e Festival de Cannes. L'actrice américaine Betsy Blair, la journaliste canadienne Katia Chapoutier et le réalisateur et scénariste français Gilles Marchand font partie de son jury.
Il est membre du Jury des longs métrages du Festival de Cannes 2012 (65e édition), avec Diane Kruger, Emmanuelle Devos et Ewan McGregor, sous la présidence de Nanni Moretti.
Il est président du jury du Festival international du film de Thessalonique 2013.
Il préside le jury du Festival international du film de Saint-Sébastien 2018.
Il préside le jury du 82e Festival de Venise en 2025. 

### Accusation de viol
En 2018, l'actrice Rose McGowan déclare dans une interview au journaliste Ronan Farrow avoir été violée par un homme important d'Hollywood sans toutefois le nommer. En août 2020, elle annonce que cet homme est Alexander Payne et qu'il l'a violée en 1988 ou en 1989 alors qu'elle était âgée de 15 ans et lui de 28 ans. Payne a répondu à cette accusation en disant que la relation était consentie et qu'il a rencontré McGowan pour la première fois en 1991, et qu'elle avait donc plus de 18 ans (l'âge légal de consentement en Californie).

### Vie privée
Payne épouse en 2003 l'actrice Sandra Oh ; le couple divorce en 2006.
Il épouse en 2015 Maria Kontos. Ils ont une fille en 2017, et divorcent en 2022.

## Filmographie
Sauf indication contraire, les informations mentionnées dans cette section peuvent être confirmées par la base de données cinématographiques IMDb,  présente dans la section « Liens externes ».

### Réalisateur
Longs métrages
- 1996 : Citizen Ruth
- 1999 : L'Arriviste (Election)
- 2002 : Monsieur Schmidt (About Schmidt)
- 2004 : Sideways
- 2011 : The Descendants
- 2013 : Nebraska
- 2017 : Downsizing
- 2023 : Winter Break (The Holdovers)

Courts métrages
- 1985 : Carmen
- 1991 : The Passion of Martin
- 2006 : Paris, je t'aime - segment 14e arrondissement

Télévision
- 2009 : Hung (série TV) - épisode pilote

### Producteur ou producteur délégué
- 2004 : The Assassination of Richard Nixon de Niels Mueller
- 2006 : Gray Matters de Sue Kramer
- 2007 : La Famille Savage (The Savages) de Tamara Jenkins
- 2007 : King of California de Mike Cahill
- 2009-2011 : Hung (série TV) - 26 épisodes
- 2009 : Saidoweizu de Cellin Gluck
- 2011 : Bienvenue à Cedar Rapids (Cedar Rapids) de Miguel Arteta
- 2014 : Kumiko, the Treasure Hunter de David Zellner
- 2017 : Mon coup d'un soir, mon ex et moi (Crash Pad) de Kevin Tent

### Scénariste
N.B. : Alexander Payne est par ailleurs coscénariste avec Jim Taylor de tous ses films comme réalisateur, à l'exception de Nebraska.
- 2001 : Jurassic Park 3 (Jurassic Park III) de Joe Johnston
- 2007 : Quand Chuck rencontre Larry (I Now Pronounce You Chuck and Larry) de Dennis Dugan
- 2009 : Saidoweizu de Cellin Gluck (histoire et personnages)

### Acteur
- 2006 : Paris, je t'aime - segment 20e arrondissement (Père-Lachaise) de Wes Craven : Oscar Wilde

## Distinctions

### Récompenses
- 2002 : LAFCA du meilleur film : Monsieur Schmidt
- 2004 : LAFCA du meilleur film : Sideways
- 2005 : Oscar du meilleur scénario adapté pour Sideways (partagé avec Jim Taylor)
- 2011 : LAFCA du meilleur film : The Descendants
- 2011 : Satellite Award du meilleur scénario adapté d'après Les Descendants de Kaui Hart Hemmings pour The Descendants.
- 2012  : Independent Spirit Awards du meilleur scénario pour The Descendants (partagé avec Nat Faxon et Jim Rash).
- 2012 : Oscar du meilleur scénario adapté pour The Descendants (partagé avec Nat Faxon et Jim Rash)

### Nominations
- Oscars 2000 : Oscar du meilleur scénario adapté (partagé avec Jim Taylor) pour L'Arriviste
- Oscars 2005 : Oscar du meilleur réalisateur pour Sideways
- Oscars 2012 : Oscar du meilleur réalisateur pour The Descendants
- Oscars 2014 : Oscar du meilleur réalisateur pour Nebraska